# Charles Eames
Vous lisez un « bon article » labellisé en 2020.
Pour les articles homonymes, voir Eames.
Charles Ormond Eames Jr., dit Charles Eames, est un designer, architecte et cinéaste américain, né le 17 juin 1907 à Saint-Louis (Missouri) et mort dans la même ville le 21 août 1978. Il a principalement travaillé avec sa femme Ray Eames au sein du Eames Office.
Créant du mobilier devenu iconique, il est considéré comme un designer majeur du XXe siècle, car il a su faire évoluer le design vers la production de masse et apporter des innovations techniques. Parmi ses travaux sur le contreplaqué moulé figurent la chaise LCW et le fauteuil Lounge Chair & Ottoman, et, parmi ses travaux sur la fibre de verre, La Chaise et les Stacking Chairs. Sur le plan architectural, il a conçu la Case Study House no 8, le Showroom pour l'éditeur de mobilier Herman Miller et le Pavillon IBM de la Foire internationale de New York (1964-1965). Polyvalent, Charles Eames est actif dans de nombreux domaines créatifs. Il conçoit également des documentaires et films publicitaires, ainsi que des jouets.

## Biographie

### Premières années

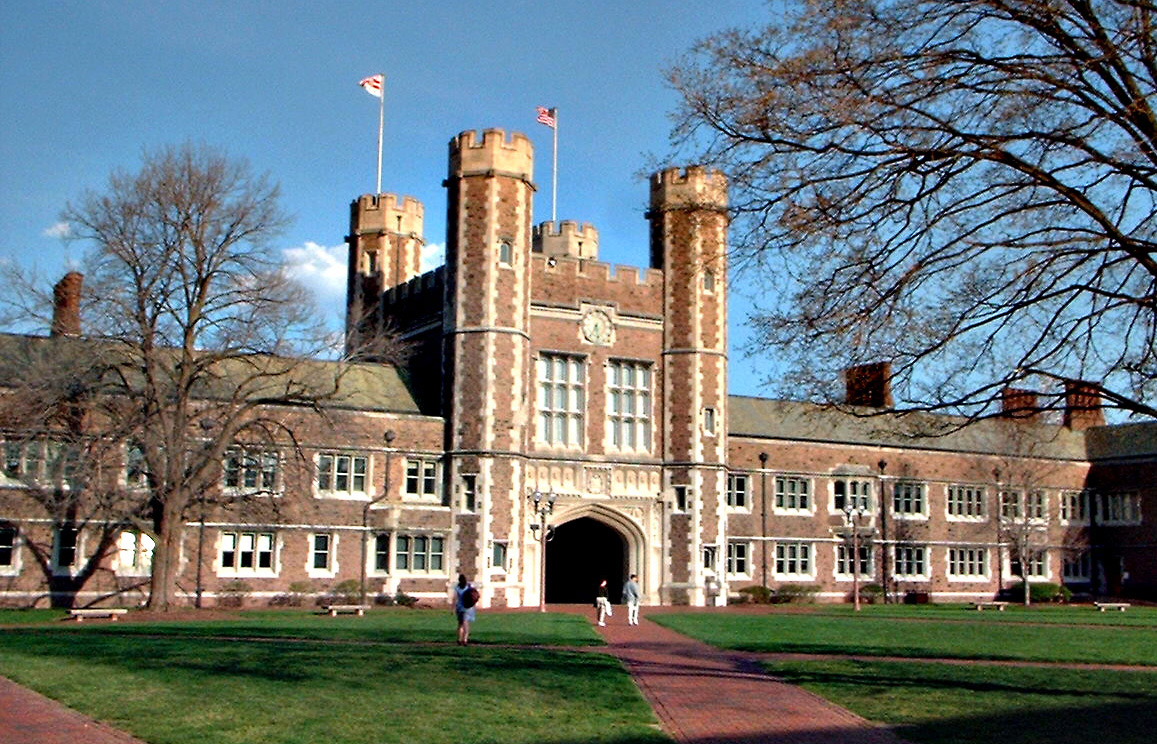
Université Washington de Saint-Louis.

Le père de Charles Eames, Charles Ormond Eames, est originaire de  Nouvelle-Angleterre. Après avoir combattu lors de la guerre de Sécession, il s'installe à Saint-Louis dans l'État du Missouri. En 1901, à l'âge de 52 ans, il rencontre Cécile Lambert, une jeune femme ayant des origines françaises. Charles Eames naît le 17 juin 1907. Au jardin d'enfants, il est éduqué selon la méthode alternative Fröbel. À la mort de son père en 1921, il aide sa famille en cumulant les petits emplois. La même année, — il 14 ans — il entre à la Yeatman High School. Durant cette période, ayant récupéré le matériel photographique de son père, Charles Eames s'initie à la technique du collodion humide, ce qui marque le début de sa passion pour la photographie. En parallèle à ses études, il est ouvrier à la Laclede Steel Company, où il se voit rapidement promu dessinateur. À partir de ce moment, il souhaite devenir architecte. En 1925, Charles Eames commence des études d'architecture à l'université Washington de Saint-Louis, mais il les interrompt deux ans plus tard. C'est cependant à l'université qu'il rencontre Catherine Woermann, qu’il épousera en 1929. Un an plus tard naitra leur fille, Lucia,. Cette même année, Charles Eames visite l'Europe et découvre les architectes modernistes Ludwig Mies van der Rohe et Le Corbusier.

### Débuts comme architecte

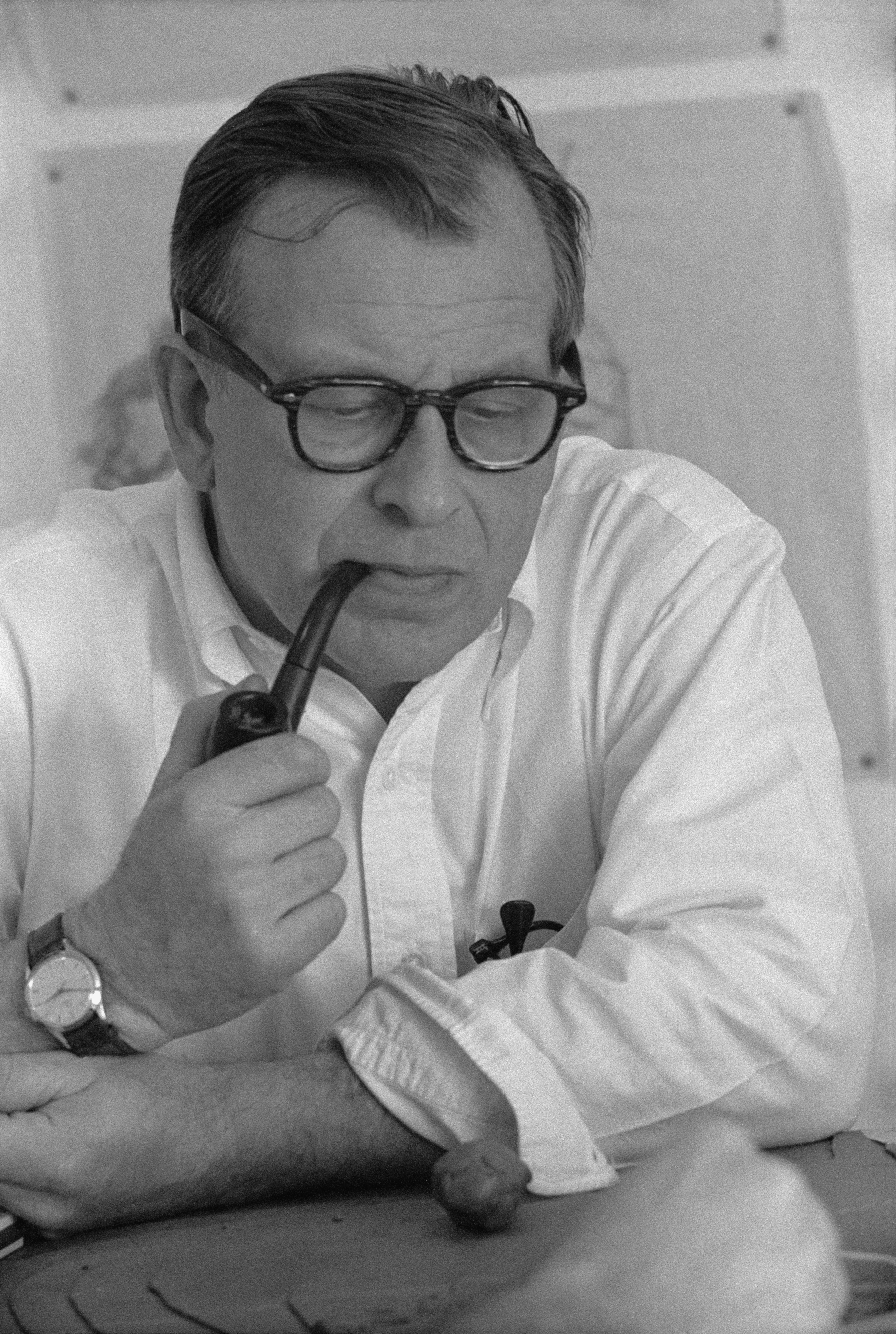
Eero Saarinen, architecte et ami proche de Charles Eames.

En 1930, il ouvre un cabinet d'architecte avec Charles Gray à Saint Louis. Les deux associés sont bientôt rejoints par Walter Pauley. Malgré la crise économique des années 1930, les affaires marchent plutôt bien, et les deux associés réalisent plusieurs habitations privées. Pourtant, en 1934, l'agence ne décroche aucun contrat. En octobre de la même année, Eames quitte sa famille pour un séjour de huit mois à Mexico. Il y pratique la peinture, notamment l'aquarelle. À son retour, il s'associe avec Robert Walsh. Il conçoit alors deux églises en Arkansas, l'une à Helena dans un style néogothique et l'autre néo-romane à Paragould,,. En 1936, les deux associés commencent la construction de la Meyer House, à Huntleigh (Missouri), une villa de 650 m2 commissionnée par le couple John et Alice Meyer séduit par sa réalisation à Helena. Selon les critiques, Eames signe là, sa plus grande prouesse architecturale de ses années dans le Missouri.
En 1938, sur l'invitation de l'architecte finlandais Eliel Saarinen, il va étudier l'architecture (Architecture and Urban Planning Program) à l'Académie des Arts de Cranbrook à Bloomfield Hills dans le Michigan. Il y devient rapidement professeur de design industriel, puis responsable du département de design industriel. Durant cette période, il collabore également avec Saarinen. Mais c'est avec le fils de ce dernier, Eero Saarinen avec lequel une solide amitié le liera bientôt, qu'il remporte en 1941 le premier prix d'un concours de création de design, organisé par le Museum of Modern Art (MoMA) de New York , « Organic Design », qui se conclut par une exposition au MoMA intitulée « Organic Design in Home Furnishings »,. Leur travail révèle une nouvelle technique de moulage en contreplaqué moulé (emblématique du travail du designer et architecte finlandais Alvar Aalto). Par la suite, Eames développera ce concept dans de nombreux produits.

### Rencontre de Ray Kaiser

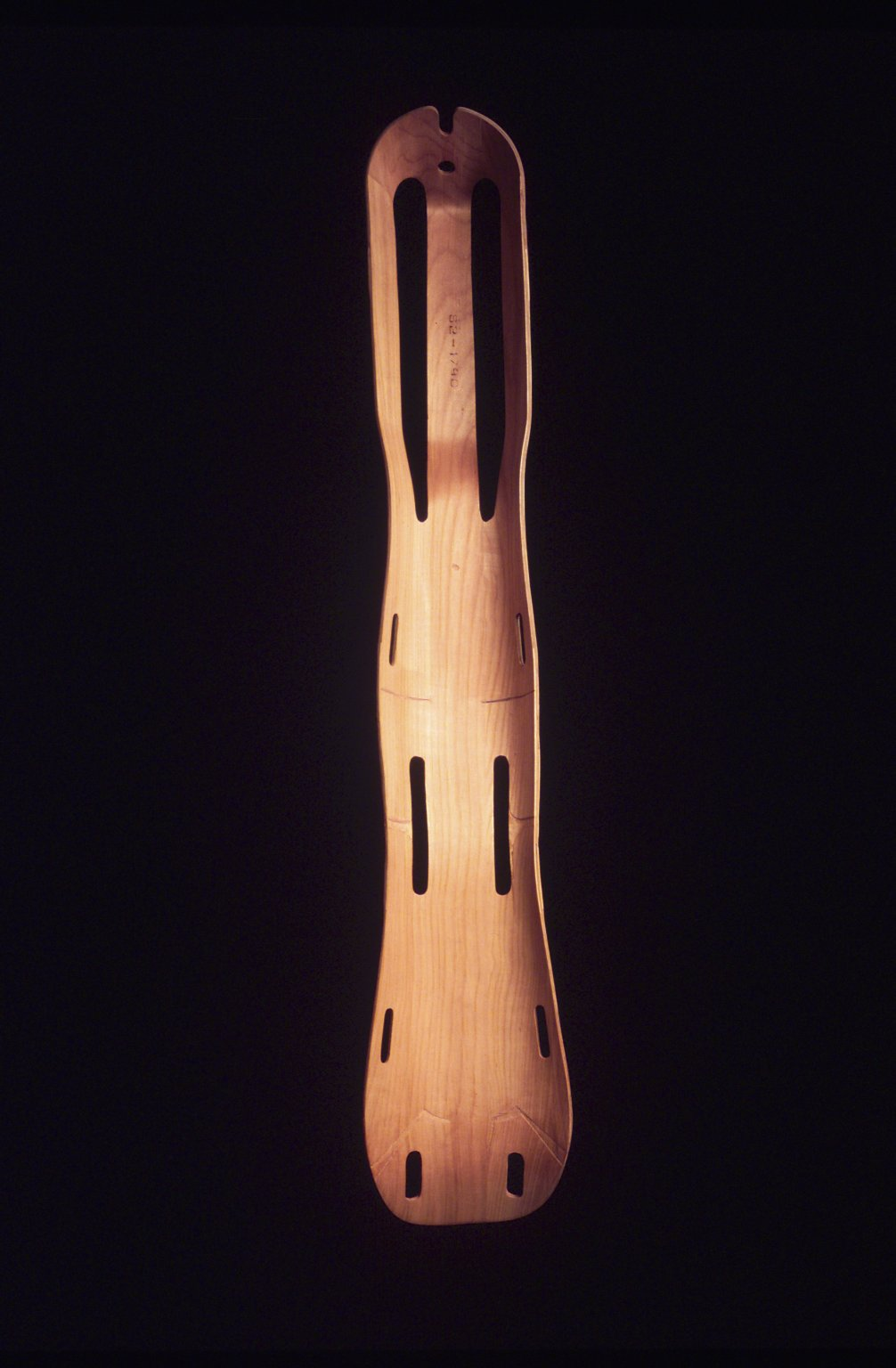
Attelle en contreplaqué moulé.

C'est à Cranbrook qu'il rencontre Ray Kaiser, étudiante en peinture. Elle l'assiste dans ses travaux, et des affinités, ainsi qu'une complicité, rapprochent les deux universitaires. Charles Eames divorce alors de Catherine Woermann pour épouser Ray, le 20 juin 1941.
Le couple s'installe en Californie, où il noue rapidement des contacts, en particulier avec John Entenza, éditeur du magazine de référence Arts & Architecture, et avec l'architecte en vogue Richard Neutra. Charles Eames est recruté par les studios de cinéma de la MGM. Il y réalise de nombreux décors en contreplaqué, matériau qui lui permet de développer des techniques de moulage et cintrage. Dans leur appartement, le couple développe la « Kazam! Machine », une presse pour le moulage du contreplaqué. En 1942, alors que les États-Unis viennent de s'engager dans la Seconde Guerre mondiale, les Eames subventionnés par la marine américaine pour leurs avancées techniques sur le contreplaqué, produisent des attelles, des brancards et fondent avec d'autres la Plyformed Wood Company  qui s'installe dans un atelier au 555 Rose Avenue. Face à des problèmes de trésorerie insolubles, ils se rapprochent alors de Evans Products qui les incorpore en tant que Molded Plywood Division ; ils s'installent au 901 Washington Boulevard à Venice, qui deviendra le Eames Office après la guerre.

### Création duEames Office

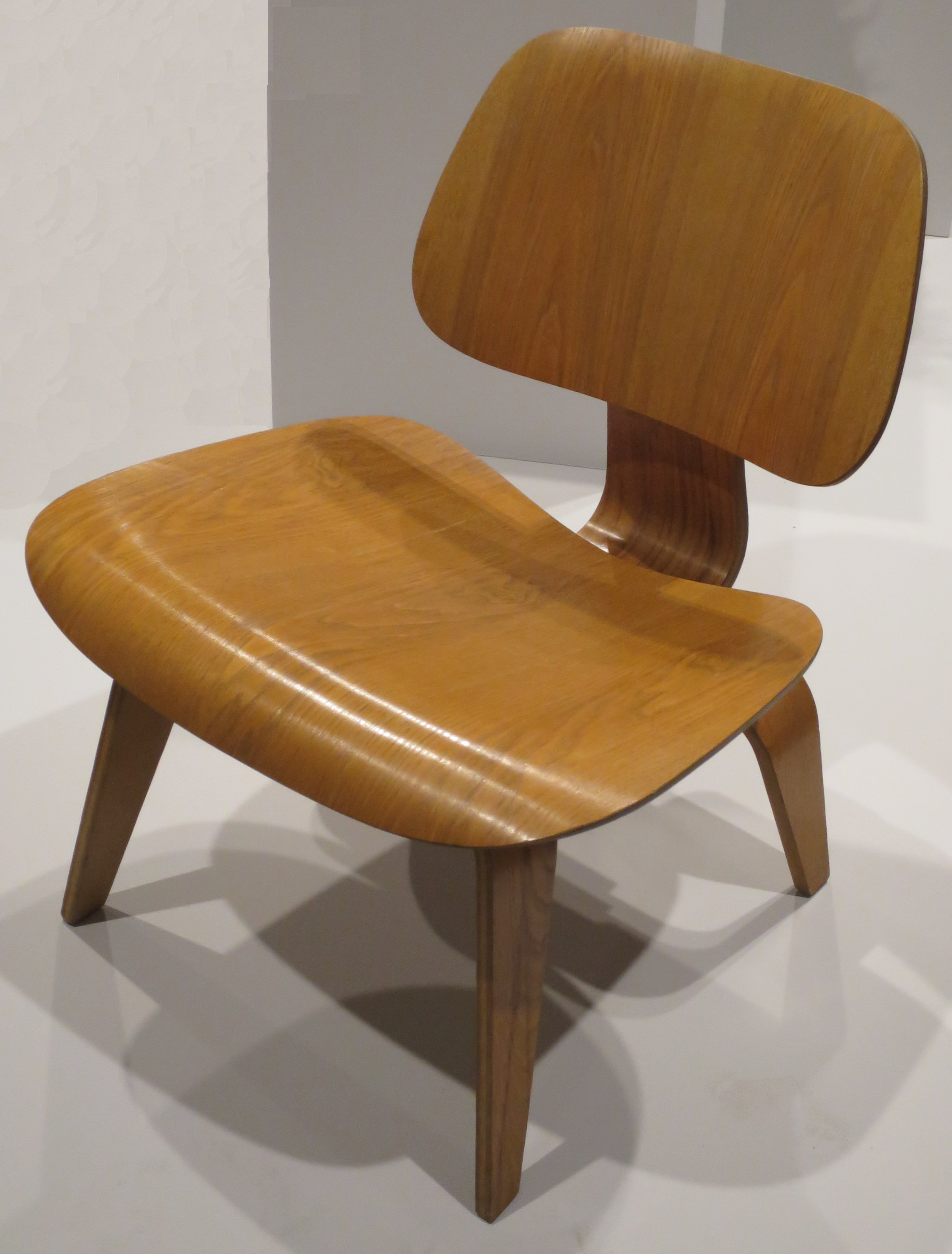
Lounge Chair Wood.

Selon Charles Eames, la mission du Eames Office est de  « produire le meilleur pour le plus grand nombre au coût le plus bas »,. Les meubles conçus par l’agence sont plébiscités par la nouvelle classe moyenne américaine de l’après-guerre qui désire du mobilier fonctionnel, bon marché et aux lignes agréables.
En 1946, le MoMA organise l'exposition New Furniture Designed by Charles Eames. Succès critique, cet événement met en lumière le travail des Eames. Ils y exposent la série des chaises en contreplaqué moulé : LCW (Lounge Chair Wood), LCM (Lounge Chair Metal), DCW (Dining Chair Wood) et DCM (Dining Chair Metal).
En 1948, le MoMA conçoit l'International Competition for Low-Cost Furniture Design (Concours international pour la conception de mobilier bon marché). La série de fauteuils en fibre de verre Plastic Shell Group of Chair, des Eames remporte le second prix. L'ensemble comprend notamment la RAR (Rocking Armchair Rod) et la DAR (Dining Armchair Rod). À cette occasion, les Eames exposent également La Chaise — qui ne sera pas produite en série de leur vivant.

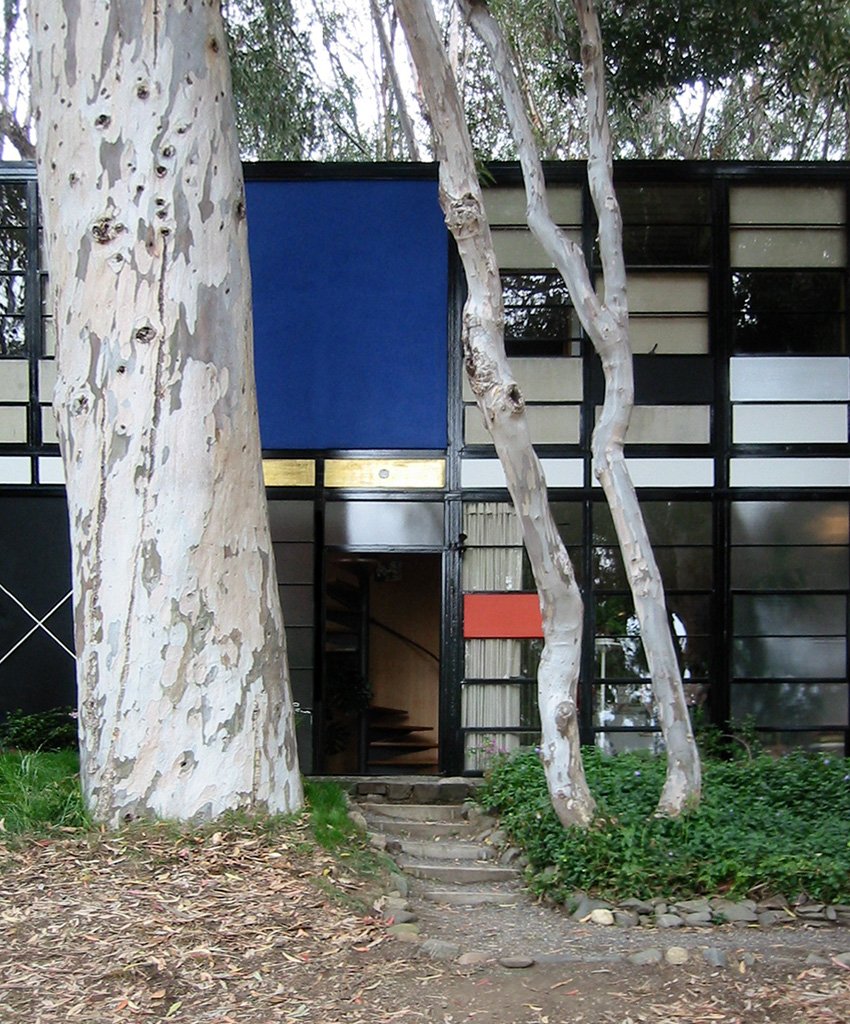
Entrée principale de la Eames House (Case Study House no 8).

À la fin des années 1940, les capacités d'Evans Products — la société qui commercialise les produits du couple Eames — se révèlent trop limitées. Ils se rapprochent alors de George Nelson, directeur du design chez l'éditeur de mobilier Herman Miller. L'entreprise achète les droits de fabrication des créations signées Eames.
Les Eames intègrent l'équipe de la revue Arts & Architecture  et en 1945, John Entenza, le rédacteur en chef du magazine, lance l’expérience des Case Study Houses. Ce concours a pour but de construire des maisons modernes et économiques dans les environs de Los Angeles. Le couple fait partie des architectes sélectionnés pour ce projet. Trente-six projets sont imaginés par des architectes. Avec l’aide d’Eero Saarinen, les Eames construisent entre 1945 et 1949 les no 8 et 9  sur des parcelles contiguës à Pacific Palisades. Ils rachèteront le terrain de la no 8 pour faire de cette maison leur propre habitation. La no 9 doit devenir celle de John Entenza,. La no 8 est conçue pour un couple dont les enfants sont partis. Ralentis par les difficultés pour obtenir les matériaux nécessaires après-guerre, les architectes ont le temps de repenser les plans originaux. Cette maturation leur permet d’affiner l’intégration de la maison dans son environnement. La construction en forme de parallélépipède présente une structure légère en éléments préfabriqués qui évoque l'architecture traditionnelle japonaise.

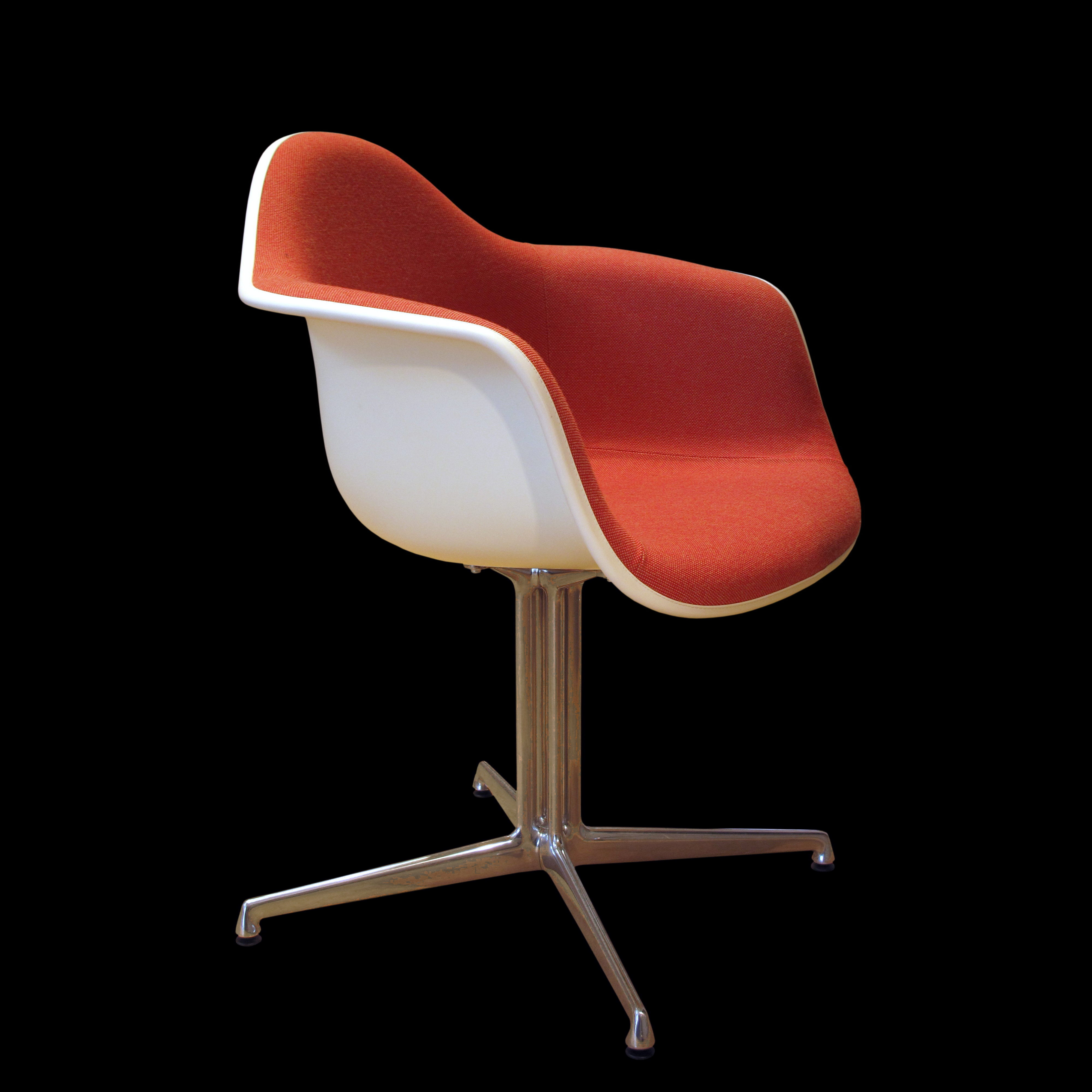
La Plastic chair, version fauteuil rembourré à accoudoirs, avec pied central à quatre branches.

En 1949, les Eames créent le Showroom d'Herman Miller à West Hollywood. Cet espace d’exposition reprend certaines caractéristiques de la Eames House avec son ossature en acier et ses travées modulables. L’année suivante, Herman Miller commercialise les sièges en plastique issus de l’exposition du MoMA. Les Eames déclinent ces chaises en plusieurs versions  avec différents coloris, à roulette, à bascule, ou pivotante. L’idée étant de fournir au client une chaise répondant à ses besoins. De 1951 à 1953, le studio Eames expérimente les dossiers en métal. Conservant les lignes de la chaise en plastique précédemment éditée, la Wire Chair est constituée d’un tissage de fils métalliques. La version la plus connue est le modèle DKR utilisant le piétement dit « tour Eiffel », également en tiges de métal et que Charles Eames a déjà développé pour la gamme de chaises plastiques. Cette chaise est à l’origine d’un procès opposant Herman Miller à Knoll. En effet, Harry Bertoia, ancien membre du Eames office dans les années 1940, et désormais en contrat avec Knoll , avait créé par la suite une chaise au concept similaire. Eames crée d'autres variantes de la chaise, proposant des assises rembourrées, partiellement rembourrées ou nues.

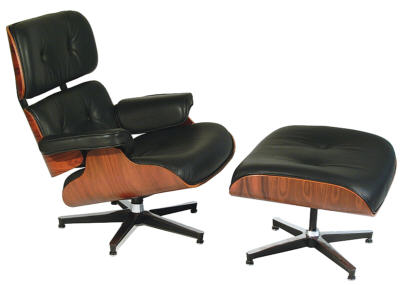
Eames Lounge Chair.

En 1956, Charles et Ray Eames créent le fauteuil Eames Lounge Chair, qui révolutionne le siège de détente et sera leur plus grand succès. Le siège est composé de coques en contreplaqué moulé dans les trois dimensions. Il leur aura fallu deux ans de travail pour mettre au point le fauteuil. Vendue à l’époque 404 dollars, la Lounge Chair est un succès immédiat. Dix ans plus tard, les ventes atteignent les 100 000 exemplaires. En 1957, la société suisse Vitra signe un accord de licence avec Herman Miller pour fabriquer et distribuer en Europe et au Moyen-Orient le mobilier signé Eames.
En 1958, après avoir conçu des sièges en contre-plaqué, en plastique et en métal, le studio développe la série Aluminium Group. Alors que Charles Eames avait déjà abordé le sujet lors de l’International Competition for Low-Cost Furniture Design, l’Aluminium Chair répond à une demande spécifique de l’architecte Alexander Girard pour un mobilier léger, solide et résistant. Dans les années 1950, l’aluminium s’est démocratisé et ses propriétés se sont améliorées. De plus, le coût de la matière a largement diminué. À la fin des années 1960, les Eames font une dernière incursion dans la conception de sièges en structure d'aluminium avec la gamme Soft Pad Group. C’est l’un de leurs derniers projets dans le domaine du mobilier.

### Films et expositions
À partir des années 1960, le couple de designers utilise en grande partie le Eames Office pour créer des films documentaires ou promotionnels. Au total, ils réaliseront 108 objets vidéographiques dont une cinquantaine de films éducatifs, en écriront 83 et en produiront quasiment autant. Pendant cette période l’agence conçoit également des expositions destinées au grand public.

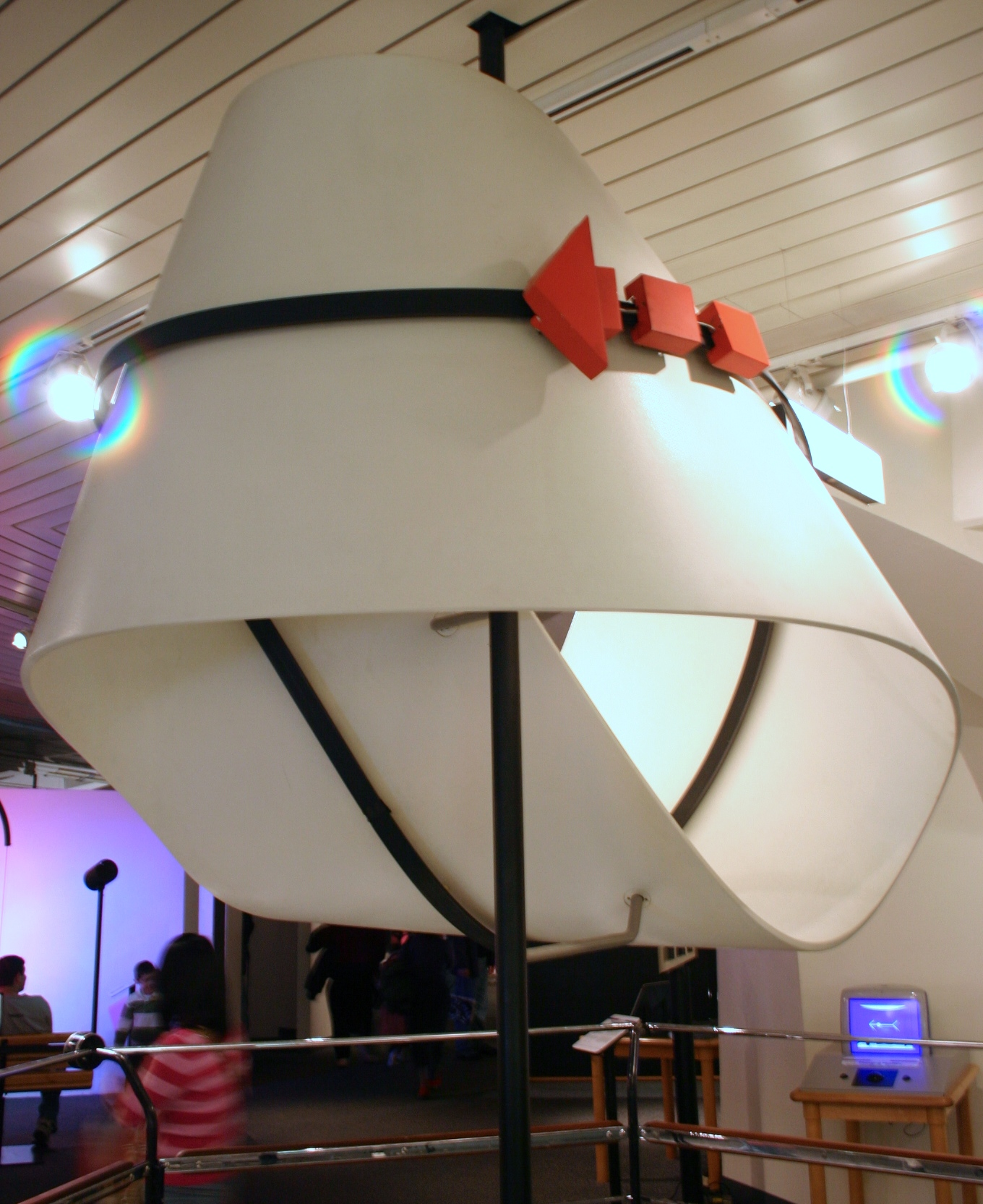
Ruban de Möbius agrémenté d’une flèche mobile, à l'exposition Mathematica, en 1961.

En 1958, le Eames Office réalise un dessin animé promotionnel intitulé The Information Machine  pour la société informatique IBM. Il est écrit et produit par le couple Eames. Satisfait de cette collaboration, IBM fait de nouveau appel aux Eames ainsi qu’à Eero Saarinen pour la conception de son pavillon expérimental à la Foire internationale de New York 1964-1965. Le duo commence à travailler sur le projet en 1961 avec Saarinen. À sa mort prématurée la même année, les architectes du bureau Saarinen and Associates  poursuivent le travail entamé avec le Eames Office. Le pavillon, destiné à célébrer le rôle des ordinateurs dans la vie quotidienne, est une structure de forme ovoïde surmontant un bosquet d’arbres en acier Corten, créant ainsi l'effet d'un jardin couvert abritant les expositions en plein air. L’exposition est l’occasion pour Charles et Ray Eames de réaliser un film de trente minutes intitulé Think,.
En 1961, le couple Eames conçoit l’exposition Mathematica. A World of Numbers... and Beyond. À l’occasion de l’ouverture de la nouvelle aile des sciences au California Museum of Science and Industry de Los Angeles. IBM, qui a financé une partie du projet, sollicite de nouveau le Eames Office pour imaginer une exposition innovante et interactive. Les stations cinétiques créées par les Eames permettent aux visiteurs d'interagir et d'appréhender des concepts comme la mécanique céleste, le ruban de Möbius, les multiplications, la symétrie et la géométrie projective. L'exposition originale ne fermera ses portes qu'en 1998, ce qui en fait la plus longue exposition parrainée par une entreprise dans un musée. Elle est par la suite exposée de façon pérenne au New York Hall of Science, au musée de la science de Boston, ainsi qu'au Musée Henry Ford à Dearborn (Michigan),. Cette exposition est caractéristique de l’approche philosophique de Charles et Ray Eames, dans laquelle l’apprentissage de sujets d’apparence austère doit être abordé sous un angle ludique : avec un  « plaisir sérieux ».
D’autres expositions conçues par le couple Eames sont également remarquées ;  ainsi la rétrospective Nehru: His Life and His India  qui fait suite au voyage du couple Eames en Inde sur l’invitation du Premier ministre Nehru. Après le voyage, le couple publie un rapport en 1958, The India Report, contenant des observations et recommandations à propos de la formation au design, à l’artisanat et aux méthodes de fabrication en général. L’exposition consacrée à Nehru est inaugurée en 1965, un an après sa mort, à la demande de sa fille Indira Gandhi. Elle est conçue avec des matériaux légers et peu coûteux, afin de pouvoir en faire une exposition itinérante à destination internationale.
En 1977, les Eames réalisent leur film le plus célèbre : Powers of Ten,. Commandé par IBM, ce documentaire de 10 minutes est une réflexion sur l’infiniment grand et l’infiniment petit, le champ de vision s’agrandissant progressivement toutes les 10 secondes à la puissance dix, puis se rétrécissant inversement de même. Il est narré par l’astrophysicien Philip Morrison.

### Fin de vie
Charles Eames meurt d'une crise cardiaque le 21 août 1978, à l'âge de 71 ans, alors qu'il est en visite d'affaires dans sa ville natale de Saint-Louis. Il est enterré au cimetière du Calvaire de Saint-Louis. Ray Eames prend alors la direction du Eames Office et fait conserver ses archives. Elle décède à Los Angeles en 1988, dix ans jour pour jour après son mari. Elle est inhumée à ses côtés.

## Héritage et distinctions

### Expositions
À la mort de Ray Eames, Lucia, la fille de Charles Eames, reçoit la Case Study House no 8 en héritage. Elle crée la Charles and Ray Eames House Preservation Foundation en 2004, à laquelle elle lègue la propriété dans l’optique de protéger la maison de ses parents et de faire connaître l’œuvre du couple Eames. La maison du couple obtient en 2006 le statut de National Historic Landmark.
Le Vitra Design Museum, consacré au design et au mobilier édité par la société Vitra, est situé 2 Charles Eames Strasse à Weil am Rhein en Allemagne. Le musée expose des créations signées Eames dans ses galeries permanentes. En 2015 et 2016, le Barbican Center à Londres organise une exposition intitulée « The World of Charles & Ray Eames » traitant de l'œuvre du couple Eames. Entre 2017 et 2018, le campus Vitra à Weil am Rhein en Allemagne accueille la rétrospective « An Eames Celebration » abordant le travail pluridisciplinaire des époux Eames. Cet événement est constitué de quatre expositions temporaires : « The power of design », une version réduite de l’exposition de Londres ; « Ideas and Information. The Eames Films », projections d’une soixantaine de leurs films ; « Kazam! The Furniture Experiments of Charles & Ray Eames », sur leurs expérimentations dans le domaine du mobilier ; « Play Parade, an Eames exhibition for kids », sur la conception de jouets par le couple Eames.

### Distinctions et hommages
En 1978, le couple Eames reçoit le Twenty-five Year Award décerné par l'American Institute of Architects (AIA) pour la Eames House. Un an après la mort de Charles Eames, le Eames Office reçoit la médaille d'or royale pour l'architecture du Royal Institute of British Architects (RIBA).
En 2008, le United States Postal Service (service postal des États-Unis) édite une série de seize timbres postaux en l'honneur du couple Eames et de ses créations.
La Lounge Chair est toujours produite par les sociétés Vitra et Herman Miller. Depuis son lancement, ce fauteuil s'est vendu à plus de six millions d'exemplaires à travers le monde. Le siège fait partie des collections permanentes du MoMA de New York et de l’Art Institute of Chicago.

## Influence
Charles et Ray Eames ont influencé des générations de créateurs de mobiliers. Le designer britannique Karim Rashid loue la capacité du couple Eames à investir de nombreux domaines créatifs. Ross Lovegrove, qui a aussi travaillé pour Herman Miller, reconnaît une influence dans ses recherches autour de matériaux innovants. Selon les frères Bouroullec, le couple Eames est l’un des piliers du design contemporain. Ils notent à quel point l’éditeur Vitra est encore imprégné par la pensée de Charles Eames dans la conception de nouveaux projets. La société Vitra, par la voix de son président émérite Rolf Fehlbaum, confirme en citant une phrase qui revient souvent dans les conversations  des créateurs : « Qu’auraient dit Charles et Ray Eames ? »

## Créations

### Architecture
- 1945-1949 : Case Study House no 8, 203 Chautauqua Boulevard, Pacific Palisades[29].
- 1945-1949 : Case Study House no 9, 205 Chautauqua Boulevard, Pacific Palisades[29].
- 1951 : Maison Kwikset (projet de maison en kit, resté à l’état de maquette)[76].
- 1954 : Maison Max De Pree, Zeeland[77].
- 1964-1965 : Pavillon IBM pour la Foire internationale de New York[45].

### Meubles
- Eames-Saarinen Kleinhans chair (1939).
- Eames-Saarinen organic chair (1941).
- Children's chairs (1945).
- Eames Lounge Chair Wood (1945).
- Circular table wood (1945).
- Eames Plywood Side Chair (1946).
- La Chaise (1948).
- Eames RAR (Rocker Armchair Rod) Rocker (1948).
- Eames Eiffel Plastic Side Chair (1950).
- Eames Eiffel Plastic Armchair (1950).
- Eames Desk and Storage Units (1950).
- Eames Sofa Compact (1954).
- Eames Molded Plastic Side Chair (DSSN), Stacking base (1955).
- Eames lounge chair and ottoman (1956).
- Eames Aluminum Management Chair (1958).
- Eames Aluminum Side Chair (1958).
- Eames Aluminum Ottoman (1958).
- Eames Executive Chair (ou Lobby Chair, Time-Life Chair, (1960).
- Eames Walnut Stool (1960).
- Eames tandem sling seating (1962).
- Two piece plastic chair (1971).
- Eames Sofa (1984, production posthume).

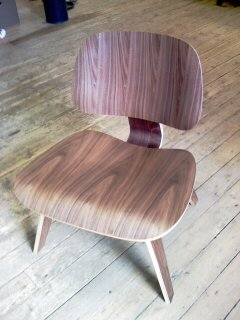
Eames Lounge Chair Wood (LCW) de 1945.
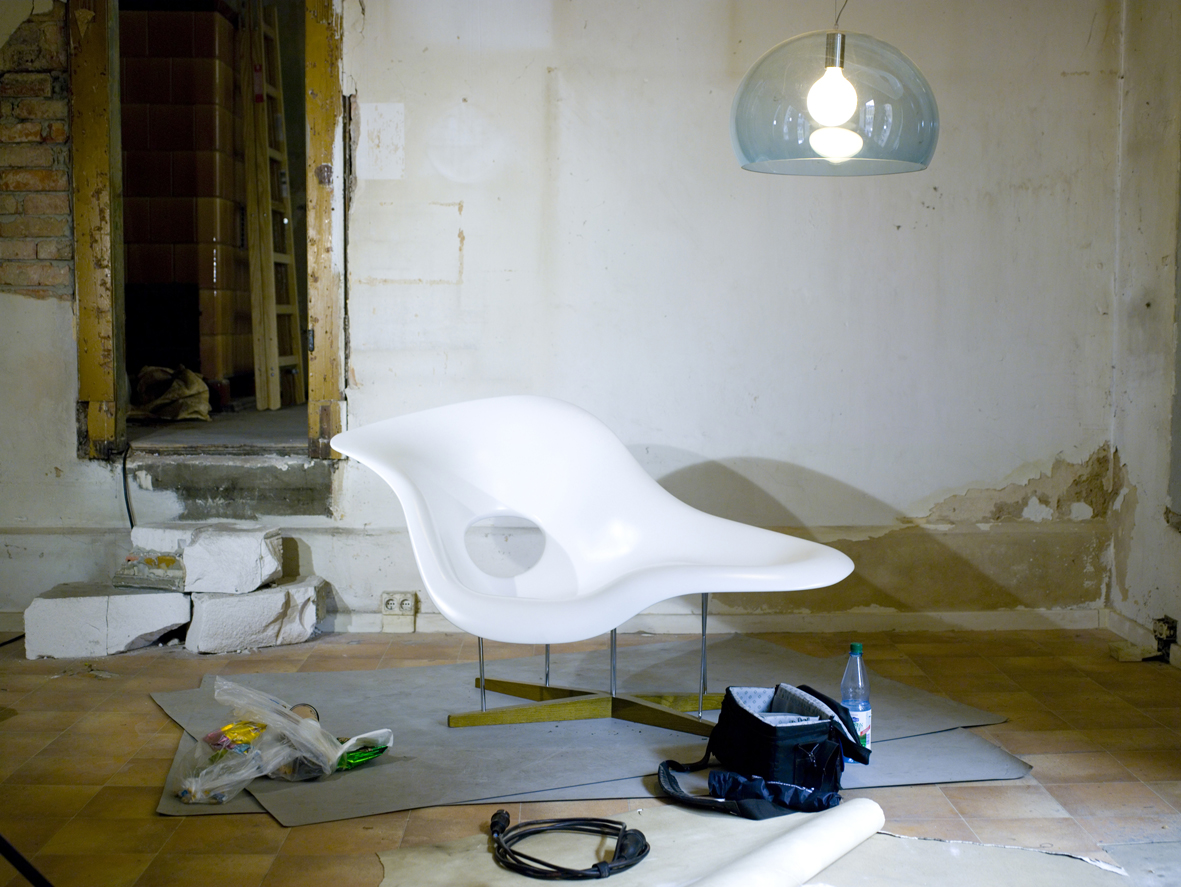
La Chaise de 1948.
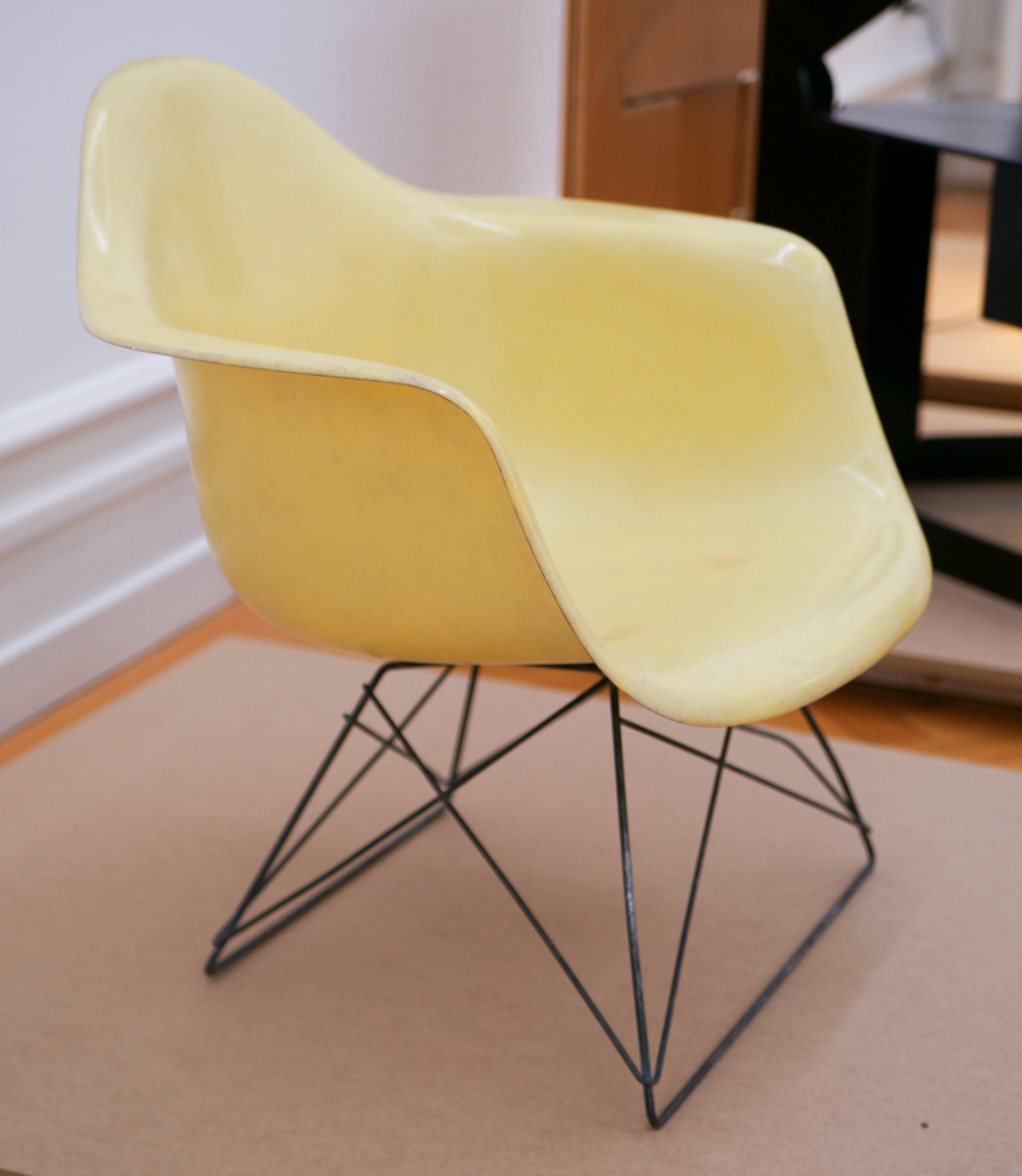
Chaise Eiffel Tower (DAR) 1950-53.
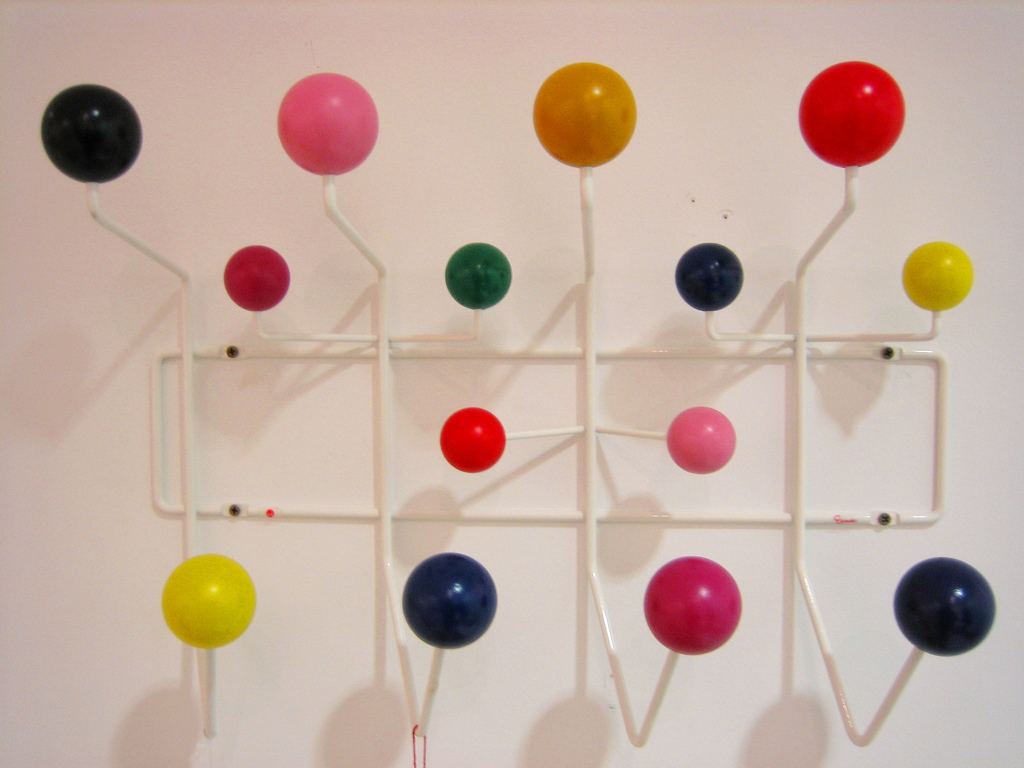
Porte-manteaux Hang It All créé en 1953.

### Films
- 1972 : Polaroid SX-70, film promotionnel réalisé par Charles Eames pour Polaroid Corporation[78].
- 1977 : Powers of Ten (« Puissances de dix » en français), réalisé pour IBM.
Ce film propose un voyage entre l'infiniment grand et l'infiniment petit en 9 minutes[79].

### Expositions
- 1941 : « Organic Design in Home Furnishings » au Museum of Modern Art découlant du concours du même nom[80].
- 1946 : « New Furniture Designed By Charles Eames » au Museum of Modern Art[81].
- 1949 : « An Exhibition for Modern Living » au Detroit Institute of Arts[81].
- 1950 : « Good Design » organisée par le Museum of Modern Art et le Merchandise Mart de Chicago[81].
- 1961 : « Mathematica: A World of Numbers... and Beyond » au California Museum of Science and Industry.
- 1964 : Pavillon IBM à la Foire internationale de New York 1964-1965[44].
- 1965 : « Nehru: His Life and His India »[44].
- 1968 : « Photography & the City: The Evolution of an Art and a Science » au Smithsonian Institution à Washington, D.C.[82].
- 1969 : « Qu’est ce que le design? » au musée des Arts décoratifs de Paris[82].
- 1971 : « A Computer Perspective » pour IBM à l'IBM Corporate Exhibit Center de New York[82].
- 1972 : « Copernicus », « Fibonacci: Growth and Form » et « Wallace J. Eckert: Celestial Mechanic » à l'IBM Corporate Exhibit Center de New York[82].
- 1973 : « Movable Feasts and Changing Calendars », « On the Shoulders of Giants » et « Isaac Newton: Physics for a Moving Earth » à l'IBM Corporate Exhibit Center de New York[82].
- 1974 : « Philosophical Gardens » à l'IBM Corporate Exhibit Center de New York[82].
- 1975-1977 : « The World of Franklin & Jefferson », exposition itinérante[82].
- 1976 : « Images of Early America exhibition », Showroom d'Herman Miller à Los Angeles[82].